# Richard Pellejero
Richard Javier Pellejero Ferreira (n. Montevideo, Uruguay, 30 de marzo de 1976) es un exfutbolista y actual entrenador uruguayo que jugaba de mediocampista. Su último club fue Cerro, equipo de la Primera División de Uruguay. Actualmente es entrenador de Sport Huancayo de la Liga1 de Perú.

## Clubes como jugador
| Club                      | País      | Año       |
| ------------------------- | --------- | --------- |
| Cerro                     | Uruguay   | 1995-2000 |
| Nacional                  | Uruguay   | 2001-2002 |
| Fénix                     | Uruguay   | 2003-2004 |
| Danubio (cedido)          | Uruguay   | 2005      |
| Fénix                     | Uruguay   | 2006      |
| Cerro                     | Uruguay   | 2006-2007 |
| Aucas                     | Ecuador   | 2007      |
| Quilmes                   | Argentina | 2008      |
| Cerro                     | Uruguay   | 2008-2010 |
| Universidad de Concepción | Chile     | 2010-2012 |
| Cerro                     | Uruguay   | 2012-2013 |
| Sud América               | Uruguay   | 2013-2015 |
| Cerro                     | Uruguay   | 2015-2019 |

## Clubes como entrenador
| Club           | País | Año  |
| -------------- | ---- | ---- |
| Sport Huancayo | Perú | 2025 |